# Московский район (Кыргызстан)
Московский район (кирг. Москва району) — административно-территориальная единица в составе Чуйской области Кыргызстана.
С 23 июля 1930 года по 20 ноября 1961 года носил название Сталинский район, затем до своего упразднения 30 декабря 1962 года назывался Беловодским районом. Восстановлен 29 декабря 1964 года под современным названием. Административной центр — село Беловодское.
Площадь района составляет 3028 км², население — 103 007 человек (2021).

## История
29 октября 1958 года к Сталинскому району была присоединена часть территории упразднённого Петровского района.

## Население
По данным переписи населения Кыргызстана 2009 года, киргизы составляют 38 895 человек из 84 443 жителей района (46,1 %), русские — 19 660 человек (23,3 %), дунгане — 15 755 человек (18,7 %), узбеки — 2116 человек (2,5 %), украинцы — 2074 человека (2,5 %), курды — 1189 человека (1,4 %), уйгуры — 970 человек (1,1 %), казахи — 794 человек (0,9 %).

## Административно-территориальное деление
Сельские населённые пункты (сёла), входящие в 12 аильных (сельских) округов (айыл окмоту):
- - Ак-Сууский аильный округ: Темен-Суу (центр), Ак-Башат, Ак-Торпок, Бала-Айылчи (Жарды-Суу), Кепер-Арык, Мураке, Чон-Арык;
  - Александровский аильный округ: Александровка, Беш-Орюк, Крупское;
  - Беловодский аильный округ: Беловодское, Кош-Дебе;
  - Беш-Терекский аильный округ: Беш-Терек;
  - Первомайский аильный округ: Ак-Суу (центр);
  - Петровский аильный округ: Петровка, Заводское, Кызыл-Туу;
  - Предтеченский аильный округ: Предтеченка, Ан-Арык;
  - Садовский аильный округ: Садовое;
  - Сретенский аильный округ: Ак-Кырчо, Большевик, Заря;
  - Телекский аильный округ: Телек;
  - Целинский аильный округ: Кыз-Моло (центр);
  - Чапаевский аильный округ: Спартак, Ак-Сеок, Маловодное.